# Кјаромонте
Кјаромонте (итал. Chiaromonte) је насеље у Италији у округу Потенца, региону Базиликата.
Према процени из 2011. у насељу је живело 1191 становника. Насеље се налази на надморској висини од 736 м.

## Становништво
| 1951. | 1961. | 1971. | 1981. | 1991. | 2001. | 2011. |
| ----- | ----- | ----- | ----- | ----- | ----- | ----- |
| 3.398 | 3.449 | 2.754 | 2.560 | 2.410 | 2.148 | 1.954 |